# المجلس الأعلى للفضاء (الإمارات)
المجلس الأعلى للفضاء هو مجلس حكومي إماراتي تأسس بقرار مجلس الوزراء في 7 أكتوبر 2024، ويرأسه سمو الشيخ حمدان بن محمد بن راشد آل مكتوم، ولي عهد دبي نائب رئيس مجلس الوزراء وزير الدفاع.

## مهام المجلس
- اعتماد السياسة العامة لتنظيم قطاع الفضاء والأنشطة ذات الصلة.
- تحديد الأولويات الوطنية للدولة في قطاع الفضاء والتقنيات المستهدفة لضمان السيادة التكنولوجية.
- تحديد أولويات الاستثمار والاستحواذ للقطاعين العام والخاص في مجالات الفضاء.
- اعتماد الخطط والاستراتيجيات لتحقيق الأمن الفضائي بالتعاون مع الشركاء الدوليين.
- وضع المخطط الشمولي لإدارة البنية التحتية والمرافق والأصول في قطاع الفضاء.
- تنظيم الشراكات على المستويات المحلية والإقليمية والعالمية.
- اعتماد مخرجات التشريعات والسياسات والاستراتيجيات الوطنية المتعلقة بقطاع الفضاء بالتنسيق مع الجهات المعنية.[2]

## انظر ايضا
- وكالة الامارات للفضاء
- مركز محمد بن راشد للفضاء